# Seznam dílů animovaného seriálu Star Trek
Toto je kompletní seznam dílů animovaného seriálu Star Trek. Americký animovaný televizní sci-fi seriál Star Trek má celkem 22 dílů rozdělených do 2 řad. První díl „Na okraji galaxie“ byl v USA odvysílán 8. září 1973, poslední díl „V opačném čase“ měl premiéru 12. října 1974. Vysílán byl na stanici NBC.
V Česku byl seriál vysílán stanicí TV Nova na přelomu let 1997 a 1998.

## Přehled řad
| Řada | Díly | Premiéra v USA | Premiéra v USA | Premiéra v ČR  | Premiéra v ČR  |
| Řada | Díly | První díl      | Poslední díl   | První díl      | Poslední díl   |
| ---- | ---- | -------------- | -------------- | -------------- | -------------- |
| 1    | 16   | 8. září 1973   | 12. ledna 1974 | 28. září 1997  | 11. ledna 1998 |
| 2    | 6    | 7. září 1974   | 12. října 1974 | 18. ledna 1998 | 22. února 1998 |

## Seznam dílů
V Česku byl seriál uveden s díly seřazenými dle produkčního pořadí.

### První řada (1973–1974)
| Č. v seriálu | Č. v řadě | Původní název                 | Český název             | Hvězdné datum | Režie          | Scénář                      | Premiéra v USA     | Premiéra v ČR      | Prod. kód |
| ------------ | --------- | ----------------------------- | ----------------------- | ------------- | -------------- | --------------------------- | ------------------ | ------------------ | --------- |
| 1            | 1         | Beyond the Farthest Star      | Na okraji galaxie       | 5521,3        | Hal Sutherland | Samuel A. Peeples           | 8. září 1973       | 19. října 1997     | 22004     |
| 2            | 2         | Yesteryear                    | Co se nestalo           | 5373,4        | Hal Sutherland | D. C. Fontana               | 15. září 1973      | 12. října 1997     | 22003     |
| 3            | 3         | One of Our Planets Is Missing | Ztratila se nám planeta | 5371,3        | Hal Sutherland | Marc Daniels                | 22. září 1973      | 9. listopadu 1997  | 22007     |
| 4            | 4         | The Lorelei Signal            | Čarovný hlas            | 5483,7        | Hal Sutherland | Margaret Armen              | 29. září 1973      | 2. listopadu 1997  | 22006     |
| 5            | 5         | More Tribbles, More Troubles  | Další trable s tribbly  | 5392,4        | Hal Sutherland | David Gerrold               | 6. října 1973      | 28. září 1997      | 22001     |
| 6            | 6         | The Survivor                  | Zachráněný              | 5143,3        | Hal Sutherland | James Schmerer              | 13. října 1973     | 26. října 1997     | 22005     |
| 7            | 7         | The Infinite Vulcan           | Nesmrtelný Vulkánec     | 5554,4        | Hal Sutherland | Walter Koenig               | 20. října 1973     | 5. října 1997      | 22002     |
| 8            | 8         | The Magicks of Megas-Tu       | Mágové Megas Tu         | 1254,4        | Hal Sutherland | Larry Brody                 | 27. října 1973     | 23. listopadu 1997 | 22009     |
| 9            | 9         | Once Upon a Planet            | Tenkrát na planetě      | 5591,2        | Hal Sutherland | Chuck Menville a Len Janson | 3. listopadu 1973  | 28. prosince 1997  | 22017     |
| 10           | 10        | Mudd's Passion                | Elixír lásky            | 4978,5        | Hal Sutherland | Stephen Kandel              | 10. listopadu 1973 | 16. listopadu 1997 | 22008     |
| 11           | 11        | The Terratin Incident         | Chtěl bych být menší    | 5577,3        | Hal Sutherland | Paul Schneider              | 17. listopadu 1973 | 4. ledna 1998      | 22015     |
| 12           | 12        | The Time Trap                 | Zajatci času            | 5267,2        | Hal Sutherland | Joyce Perry                 | 24. listopadu 1973 | 30. listopadu 1997 | 22010     |
| 13           | 13        | The Ambergris Element         | Pod vlivem Ambry        | 5499,9        | Hal Sutherland | Margaret Armen              | 1. prosince 1973   | 21. prosince 1997  | 22013     |
| 14           | 14        | The Slaver Weapon             | Zbraň Otrokářů          | 4187,3        | Hal Sutherland | Larry Niven                 | 15. prosince 1973  | 7. prosince 1997   | 22011     |
| 15           | 15        | The Eye of the Beholder       | Jiná perspektiva        | 5501,2        | Hal Sutherland | David P. Harmon             | 5. ledna 1974      | 11. ledna 1998     | 22016     |
| 16           | 16        | The Jihad                     | Džihád                  | 5683,1        | Hal Sutherland | Stephen Kandel              | 12. ledna 1974     | 14. prosince 1997  | 22014     |

### Druhá řada (1974)
| Č. v seriálu | Č. v řadě | Původní název                      | Český název             | Hvězdné datum | Režie     | Scénář                     | Premiéra v USA | Premiéra v ČR  | Prod. kód |
| ------------ | --------- | ---------------------------------- | ----------------------- | ------------- | --------- | -------------------------- | -------------- | -------------- | --------- |
| 17           | 1         | The Pirates of Orion               | Orionští piráti         | 6334,1        | Bill Reed | Howard Weinstein           | 7. září 1974   | 1. února 1998  | 22020     |
| 18           | 2         | Bem                                | Bem                     | 7403,6        | Bill Reed | David Gerrold              | 14. září 1974  | 18. ledna 1998 | 22018     |
| 19           | 3         | The Practical Joker                | Vtipálek                | 3183,3        | Bill Reed | Chuck Menville             | 21. září 1974  | 8. února 1998  | 22021     |
| 20           | 4         | Albatross                          | Mor                     | 5275,6        | Bill Reed | Dario Finelli              | 28. září 1974  | 25. ledna 1998 | 22019     |
| 21           | 5         | How Sharper Than a Serpent's Tooth | Zhoubnější než hadí jed | 6063,4        | Bill Reed | Russell Bates a David Wise | 5. října 1974  | 15. února 1998 | 22022     |
| 22           | 6         | The Counter-Clock Incident         | V opačném čase          | 6770,3        | Bill Reed | John Culver                | 12. října 1974 | 22. února 1998 | 22023     |